# ПУ-12М6
ПУ-12М6 (индекс ГРАУ — 9С482М6) — российский подвижный пункт управления подразделений ПВО (батарейный командирский пункт). Является продолжением семейства подвижных пунктов управления ПУ-12.

## Описание конструкции
ПУ-12М6 обеспечивает управление средствами ПВО ближней и средней дальности, в число которых входят боевые машины ЗРК 9К31 «Стрела-1», 9К31 «Стрела-10СВ», 9К33М3 «Оса-АКМ», а также ЗСУ-23-4 «Шилка». Кроме того ПУ-12М6 может сопрягаться с одной РЛС, имеющей аналоговый выход.
В приборный состав машины входит следующая аппаратура:
1. Аппаратура навигации и ориентирования;
2. АСПДУ (автоматическая система передачи данных усовершенствованная);
3. Средства сопряжения с РЛС;
4. Оборудование связи;
5. Приборы ночного видения;
6. Комплекс оборудования по оповещению о радиационном и химическом заражении местности;
7. Комплект ЗИП.

В перечень основных возможностей ПУ-12М6 входят:
1. Возможность работы по 5 радио и 5 телефонным каналам;
2. Сопряжение РЛС с аналоговым выходом;
3. Обмен РЛИ с огневыми средствами;
4. Высокая помехоустойчивость;
5. Возможность работы от различных источников питания;
6. Раннее оповещение о низколетящих воздушных целях;
7. Получение информации о статусе подчинённых огневых средств;
8. Выдача адресных целеуказаний.

## Модификации

### 9С482М7 (ПУ-12М7)
Первый опытный образец машины 9С482М7 был продемонстрирован в 2007 году на международной авиакосмической выставке МАКС-2007 в Жуковском. ПУ-12М7 является последующей модификацией подвижного пункта управления ПУ-12М6. Основным отличием от базового варианта является наличие более современного оборудования, позволяющего более эффективно решать боевые задачи.
Благодаря новому приборному составу была увеличена дальность передачи информации по радиоканалу до 40 км, а также появилась возможность сопряжения с РЛС по телекодовому каналу для получения информации о воздушной обстановке.

Производится на ОАО "Радиозавод"(Пенза).